# 飄移板
飄移板（英語：freeskates）是一項由滑板衍生而來，為世界上最難上手的輪板運動之一，主要是由兩塊完全分離的木板或是金屬版面分別加裝上兩顆輪子而成，飄移板的滑行可以分為一般滑行、U池滑行、平地花式、街區花式。

## 歷史
2003年由Ryan Farrelly發明，並誕生了一樣由Ryan Farrelly創立的第一間公司：freeline。

## 滑行

### 一般滑行
滑行：飄移版一般滑行時，兩腳需做出內八及外八的交錯動作，以雙腳往內擠壓的方式產生速度向前。
轉彎：通過身體重心的變換，達成轉彎板子的效果。
減速：為轉彎的進階，通過雙腳同時劃S的方式，連續進行小幅度的轉彎達成減速效果。

### U池滑行
在U型池中滑行，比起一般滑行更加進階，可以做出 dropping in 、rolling in、toestall、pop drop等招式。

### 平地花式
在平地滑行時用兩個板做出換板、翻版、勾板、拋板、單腳滑行、踢板後接板、以及各種旋轉180度、360度等等花式。
平花中可以以game of skate的方式進行比賽。

### 街區花式
主要由蹬跳、抓板下階與不抓板下階組成，也可以與平地花式結合，做出翻板下階等動作。

## 圖片

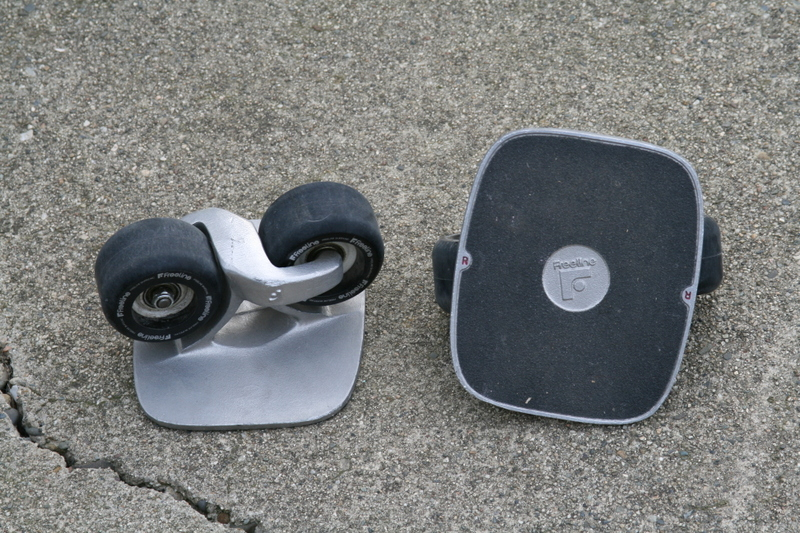
飄移板的組成
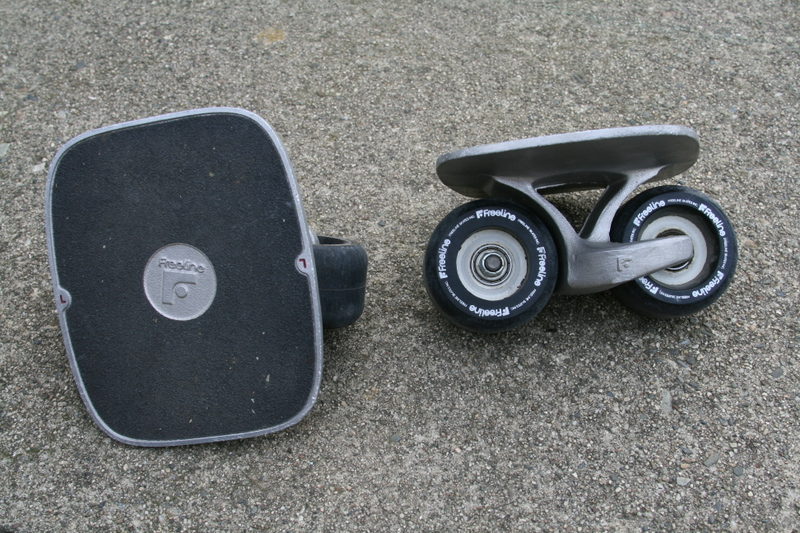
另一個角度
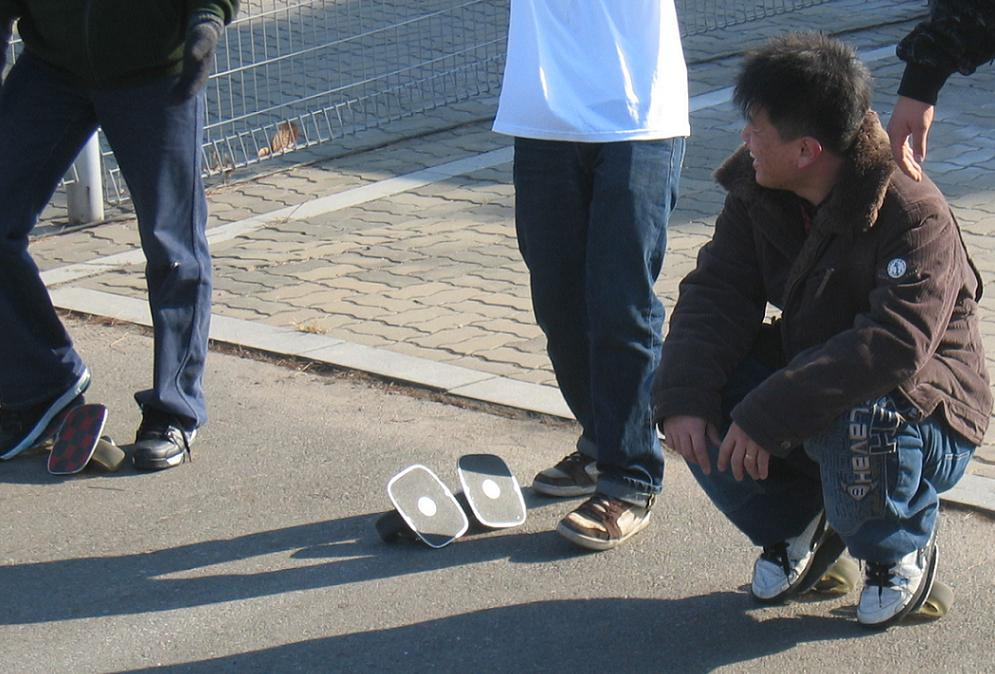
首爾街頭的漂移板玩家

## 外部參考
- History of Freeskating （页面存档备份，存于）
- twenty4action （页面存档备份，存于）
- 中華民國輪板運動協會 （页面存档备份，存于）